# エドワード・ストラトフォード (第2代アルドバラ伯爵)
第2代アルドバラ伯爵エドワード・オーガスタス・ストラトフォード（英語: Edward Augustus Stratford, 2nd Earl of Aldborough FRS、1733年と1740年の間 – 1801年1月2日）は、アイルランド王国の貴族、政治家。アイルランド庶民院議員（1759年 – 1768年、1775年 – 1777年）、グレートブリテン庶民院議員（1774年 – 1775年）を務めた。

## 生涯
初代アルドバラ伯爵ジョン・ストラトフォードと妻マーサ（1706年ごろ – 1796年3月11日、ベンジャミン・オニールの娘）の息子として生まれた。生年は文献によって異なり、『完全貴族要覧』では約60歳没（1740年ごろ生まれ）、『英国人名事典』では記載されず、『英国議会史』では1740年ごろ、『オックスフォード英国人名事典』では1733年/1734年、『アイルランド人名事典』と『アイルランド議会史』では1734年、王立協会の記録では1736年になっている。1751年12月、ダブリン大学トリニティ・カレッジに入学した。
『アイルランド人名事典』によれば父との手紙から1760年代にはすでに派手好きであり、硬貨、メダル、書物、骨董品の収集を趣味とし、1772年にはオランダとドイツを旅した。また1761年にジョージ2世の戴冠式を待つために6か月も浪費したことを父から責められたが、これはロンドンの宮廷で好印象を残すことが栄達への近道、という考えに基づく行動だった。1759年から1768年までバルティングラス選挙区の代表としてアイルランド庶民院議員を務めた。当選時点で未成年であり、しかもストラトフォードはこの時期の大半をイングランドで過ごした。
1765年7月29日、バーバラ・ハーバート（Barbara Herbert、1742年7月 – 1785年4月11日、ニコラス・ハーバート閣下の娘）と結婚したが、2人の間に子供はいなかった。ストラトフォードはこの結婚によりサフォーク州での影響力を得たと考えたが、1768年イギリス総選挙に出馬しなかった。1774年イギリス総選挙で首相ノース卿の支持を得てトーントン選挙区から出馬、得票数2位（254票）で当選したが、選挙申立で買収が明らかになり、1775年3月に落選裁定となった。同1775年にバルティングラス選挙区選出アイルランド庶民院議員に復帰、以降1777年の爵位継承までアイルランド政界での活動に専念した。
1777年5月29日に王立協会フェローに選出され、7月3日にオックスフォード大学よりD.C.L.の学位を授与された。同年6月29日に父が死去すると、アルドバラ伯爵位を継承した。1778年12月にウィックロー県総督（Governor of County Wicklow）の1人に任命された。爵位継承とともに領地も相続したが、いざアイルランドに帰ってみると弟たちが邸宅のキルデア県ベラン・ハウス（Belan House）を勝手に取り壊し、領地を分割したことを知り、以降長期間にわたる家族内紛に巻き込まれた。
その間にも豪奢な生活を続け、1780年ごろにロンドンのストラトフォード・プレイスでタウンハウスを建てた。このほか、ウィックロー県ストラトフォード＝アポン＝スレイニーの町を設立した。領地からの収入は1777年時点の9,600ポンドから1792年時点の12,800ポンドへと増えたが、1786年に義母から10,000ポンドを借りるほどに追い込まれた。1783年にAn Essay on the True Interests of the Empireを出版した。

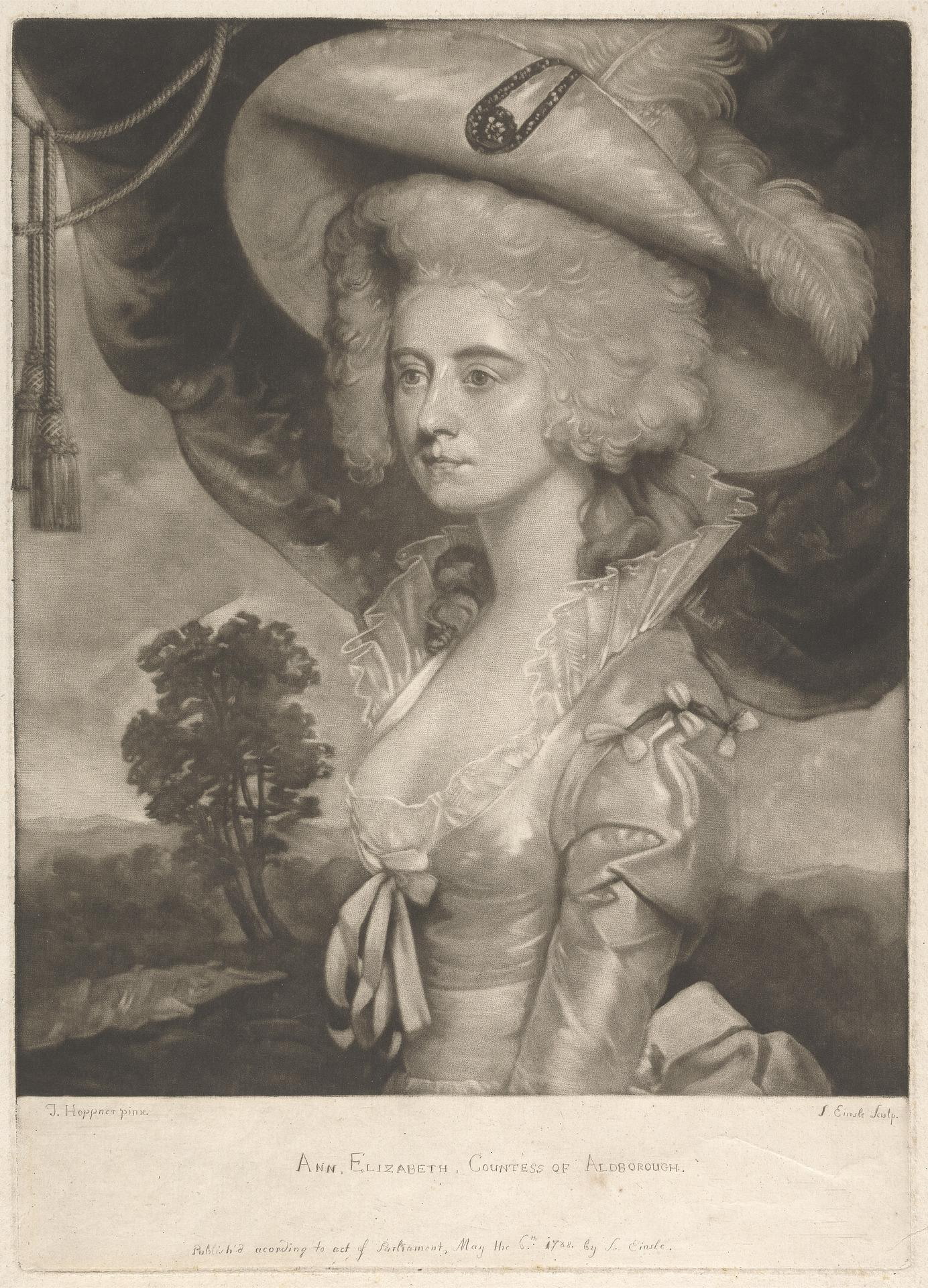
アルドバラ伯爵夫人アン・エリザベス、1788年。

1787年5月24日、アン・エリザベス・ヘニカー（Anne Elizabeth Henniker、1802年7月14日没、初代ヘニカー男爵ジョン・ヘニカーの娘）と再婚したが、子供をもうけなかった。アン・エリザベスはアルドバラ伯爵に50,000ポンドをもたらし、家計の問題を解決した。これにより伯爵は建設を再開、1792年から1799年までおそらく4万ポンドを費やしてダブリンでアルドバラ・ハウスを建てた。トマス・ゲインズバラなど同時代のイギリス画家と親しく、アルドバラ・ハウスの内装には多くの絵画が飾られた。アルドバラ・ハウスの規模はレンスター・ハウス（現アイルランド国会議事堂）に匹敵するほどだったが、1801年にグレートブリテン及びアイルランド連合王国が成立すると不動産価格が下落し、アルドバラ・ハウスはのちのアルドバラ伯爵家にとって持て余し物となった。
アイルランド貴族院では1800年合同法に賛成票を投じた。合同とともに連合王国議会が成立し、バルティングラス選挙区が廃止されると、代償として15,000ポンドの賠償金が与えられたが、支払が2代伯爵の死後のこととなった。
1801年1月2日にベラン・ハウスで死去、同1月にダブリンの旧セント・トマス教会に埋葬された。弟ジョンが爵位を継承した。遺言状で弟たちを名指しして敵であると明言、それぞれ1シリング（2023年時点の£5と同等）しか与えなかった。代わりに妻が一代限りでロンドンとウィックロー県での不動産を相続し、その死後は妹の息子ジョン・ウィンフィールド（John Wingfield）が相続した。妻は1801年12月にジョージ・ポウェル（George Powell）と再婚したが、半年後の1802年7月14日に死去した。